# لنز دوتایی

یک عدسی دوتایی آکروماتیک. در این عدسی‌ها معمولا طیف نور قرمز و طیف نور آبی به سمت نقطه همگرایی طیف نور سبز منحرف می‌شوند.

در نورشناسی، عدسی دوتایی یا به زبان اینگلیسی لنز دوتایی به آرایشی از عدسی‌ها می‌گویند که در آن دو عدسی ساده به یکدیگر جفت شده باشند. این آرایش ویژه از عدسی‌ها به طراحان حوزه نورشناسی اجازه می‌دهد تا انحراف‌های نوری را تا حدودی جبران کنند. عدسی‌های دوتایی می‌توانند در مدل‌های متنوعی ساخته شوند، اما یکی از تجاری ترین عدسی‌های دوتایی "عدسی‌های آکروماتیک" هستند که برای اصلاح انحراف طول‌موج‌های مختلف طیف نور مرئی حین عبور از عدسی طراحی شده اند. عدسی‌های آکروماتیک علاوه بر اصلاح این نوع انحراف، انحراف‌های دیگر نور از جمله انحراف کروی را نیز تا حدودی جبران می‌کنند. 
دو لنزی که در این آرایش استفاده می‌شوند از دو شیشه مختلف با ضریب شکست متفاوت و میزان پاشندگی نور متفاوت ساخته شده اند. اختلاف ضریب شکست دو شیشه‌ی استفاده شده معمولا زیاد است و تصویری که ایجاد می‌کنند نسبت به تصویر یک عدسی ساده بهتر است. 